# Battaglia di Englefield
La battaglia di Englefield fu una battaglia combattuta il 31 dicembre 870 ad Englefield, nei pressi di Reading in quello che oggi è la contea inglese del Berkshire.

## Storia
Fu una di una serie di battaglie, con vittorie da ambo le parti, seguita all'invasione dell'allora Regno del Wessex da parte di un esercito di Dani, con i Dani accampati presso Reading. Sia la singola battaglia che tutta la campagna vengono descritte nella Cronaca anglosassone.
Tre giorni dopo l'arrivo a Reading, un gruppo di Dani, comandato da due dei loro earl, marciarono verso Englefield. Qui Æthelwulf, ealdorman dello shire, aveva riunito una forza che li stava aspettando. Nella battaglia di Englefield morirono molti Dani (compreso Sidrac), ed i rimanenti furono fatti fuggire a Reading.
La vittoria sassone di Englefield non durò a lungo. Quattro giorni dopo l'esercito sassone guidato da re Etelredo e dal fratello, Alfredo il Grande, attaccò l'accampamento danese di Reading e fu respinto nel sangue, in quella che oggi viene chiamata battaglia di Reading. Tra i molti caduti vi fu Æthelwulf. Seguirono altri scontri, tra cui la battaglia di Ashdown, dove Alfredo portò i Sassoni alla vittoria, e la battaglia di Basing, dove invece prevalsero i Dani. Nell'aprile dell'871 morì Etelredo, e il suo posto fu preso da Alfredo. Buona parte del regno di Alfredo, durato 28 anni, fu occupato dallo scontro con i Dani.